# Solamente un incubo
Solamente un incubo è un brano del cantautore italiano Nesli, il quarto estratto dal sesto album in studio Nesliving Vol. 3 - Voglio e pubblicato il 31 ottobre 2012.

## Video musicale
Il videoclip, diretto da Davide Fois e girato a Milano, inizia con alcuni screenshot tratti dal video del singolo precedente Ti sposerò. Dopodiché parte il video vero e proprio, il quale mostra Nesli che viene buttato fuori da un appartamento da una ragazza, che si presume essere la sua ex moglie. Successivamente, il cantante vaga per le strade del capoluogo lombardo, giocando varie partite di poker con delle persone poco raccomandabili siccome si ritrova senza un soldo. Alla fine, Nesli perde e viene malmenato dai teppisti. Poco dopo, mentre girovaga in brutto stato viene ritrovato dalla sua ex moglie che alla fine, decide di perdonarlo e tornare insieme a lui.